# Sholom Schwartzbard
Samuel (Sholem) Schwarzbard (russo: Самуил Исаакович Шварцбурд, Samuil Isaakovich Shvartsburd, iídiche: שלום שװאַרצבאָרד, francês: Samuel (Sholem) Schwarzbish), (18 de agosto de 1886 - 3 de março de 1938); Serviu nas forças armadas francesas e soviéticas, era anarquista e é conhecido pelo assassinato do líder nacional ucraniano Symon Petliura. Ele escreveu poesia em iídiche sob o pseudônimo de Baal-Khaloymes (inglês: The Dreamer).

## Vida
Schwarzbard nasceu em 1886 em Izmail, província da Bessarábia, Império Russo da família judaica de Itskhok Shvartsbard e Khaye Vaysberger. Seu verdadeiro nome dado era Sholem. Após a proclamação de uma ordem do governo imperial russo para que todos os judeus saíssem da região dentro de 50 versts (33 milhas) da fronteira, sua família se mudou para a cidade de Balta, na região sul da Podólia, onde ele cresceu. Seus três irmãos mais velhos morreram quando crianças e sua mãe morreu enquanto ele era criança. Em 1900, aos 14 anos, tornou-se aprendiz de um relojoeiro, Israel Dik.
Durante seu aprendizado em 1903, ele se interessou pelo socialismo e começou a trabalhar como agitador revolucionário para um grupo chamado "Iskra" - provavelmente por causa de laços com o diário de Lenin com o mesmo nome. Na época da primeira Revolução Russa, em 1905, ele estava baseado em Kruti, 48 quilômetros ao norte de Balta, onde trabalhava, em suas próprias palavras, "consertando relógios cossacos". Pouco tempo depois de participar de uma corrida judaica e de atividades paramilitares enquanto visitava seu pai em Balta, ele foi preso e cumpriu uma pena curta nas prisões de Proskurov e Balta. Ele foi libertado com a anistia geral concedida como parte da "leniência" czarista pós-revolucionária. Temendo novas prisões, Schwartzbard atravessou a fronteira para a Áustria-Hungria, onde viveu e trabalhou em várias cidades e vilas, incluindo a capital, Viena e Budapeste. Lá, ele foi convertido ao anarquismo, uma filosofia política, especialmente os ensinamentos de Peter Kropotkin, aos quais permaneceria leal pelo resto de sua vida.
Em agosto de 1908, ele alegou ter sido involuntariamente atraído por uma "expropriação" anarquista (roubo menor) em um pequeno restaurante em Viena. Ele foi preso e condenado a prisão perpétua. O colega anarquista austríaco Pierre Ramus afirmou anos depois que Schwarzbard provavelmente havia aceitado o rap por um camarada, observando que Schwarzbard sempre doou para a causa e nunca a tirou. Depois de cumprir sua sentença de quatro meses, ele foi libertado, mas em Budapeste (coroa da Hungria), foi novamente preso, desta vez por apenas carregar livros de Max Stirner e Friedrich Nietzsche e admitir à polícia que era anarquista. Ele deu o nome de solteira de sua mãe (Weissberger) à polícia de Viena, na esperança de manter seu nome real fora dos jornais para que ele ainda pudesse encontrar trabalho após a libertação. De fato, o trabalho tornou-se impossível para Schwarzbard garantir após as prisões e, em terríveis dificuldades financeiras, ele deixou a Áustria-Hungria para a Suíça.

### Realocação
Em janeiro de 1910, aos 23 anos, estabeleceu-se em Paris e encontrou trabalho com uma série de relojoeiros. Um dia antes de se alistar, ele se casou com sua namorada de três anos, Anna Render, uma colega imigrante de Odessa. Em 24 de agosto de 1914, Schwartzbard e seu irmão se alistaram na Legião Estrangeira Francesa. Como legionário, ele entrou na briga em novembro de 1914 e participou da Segunda Batalha de Artois, perto de Arras, em maio de 1915. Por seu excelente histórico militar, no início de 1915, ele foi transferido para o regular 363º Regimento de Infantaria francês. e transferido para o sul para a floresta de Vosges. Enquanto estava lá, ele foi baleado no pulmão esquerdo, fraturando a escápula e rasgando o plexo braquial. Os médicos lhe deram pouca esperança de sobreviver à ferida, mas ele melhorou lentamente durante o próximo ano e meio até estar em boa forma para retornar à Rússia. Seu braço esquerdo ficou praticamente inútil, e ele foi premiado com o Croix de guerre por sua coragem na Guerra Mundial.
Ele foi desmobilizado em agosto de 1917 e, em setembro, viajou com sua esposa para a República Russa, estabelecida após a Revolução de Fevereiro. No barco francês Melbourne, ele foi preso por agitação comunista e entregue às autoridades russas em Arkhangelsk. Mais tarde, viajou para Petrogrado , onde se juntou e serviu na Guarda Vermelha politicamente mista (1917–1920). Schwartzbard comandou uma unidade de 90 sabres na brigada de Grigory Kotovsky. Schwarzbard lutou em duas campanhas separadas. A primeira de fevereiro a maio de 1918, com um grupo reunido de voluntários anarquistas em Odessa, chamou Otriad Rashal, após um carismático jovem líder bolchevique que havia sido morto na Romênia pouco tempo antes. De fato, a unidade foi formada para defender a fronteira ucraniana contra a invasão romena perto de Tiraspol, mas logo estava sendo perseguida para o leste por tropas alemãs e austríacas na Estepe, até que foi finalmente traída pelos bolcheviques, que mataram vários camaradas adormecidos de Schwarzbard. Schwarzbard conseguiu escapar e montar os trilhos de volta a Odessa, agora sob ocupação alemã.
Durante a ocupação e no caos que se seguiu após a saída dos alemães, Schwarzbard permaneceu baixo, sobreviveu a um ataque sério de tifo e trabalhou para garantir instalações e suprimentos para o recém-formado sistema escolar soviético. Ele próprio tentara estabelecer escolas anarquistas independentes, mas estava disposto a trabalhar com os bolcheviques enquanto eles cada vez mais centralizavam o sistema escolar. Ao ouvir notícias de incontáveis pogroms, Schwarzbard tentou se voluntariar como soldado da Guarda Vermelha. Depois de muitos atrasos, ele finalmente foi aceito em uma "Brigada Internacional" em junho de 1919 e começou sua segunda campanha revolucionária. Os próximos dois meses foram talvez os piores de sua vida. Sua unidade sofreu derrota contra as forças combinadas de Petliura e Denikin, que eram aliados desconfortáveis na época. Schwarzbard estava em Kiev quando os exércitos ucraniano e branco entraram, sua unidade foi exterminada e dissolvida. Foi nesse período, de julho a agosto de 1919, que Schwarzbard testemunhou em primeira mão as ruínas e devastação humana deixada pela violência dos pogrom - imagens que o assombrariam pelo resto da vida. Ele novamente conseguiu montar os trilhos de volta a Odessa, onde foi traído por um colega anarquista para as forças brancas no controle da cidade. Antes que pudessem pegá-lo, ele descobriu que, como veterano de guerra francês, podia pegar um navio de volta para a França. No final de dezembro de 1919, embarcou no Nicholas I [sic] e navegou sobre Istambul, Beirute e Port Said de volta a Marselha. Ele estava de volta a Paris em 21 de janeiro de 1920.
No tumulto que ocorreu no período da Guerra Civil Russa , catorze membros de sua família morreram em pogroms anti-semitas, incluindo seu tio mais amado, morto em Ananiev. Os nomes dos quatorze foram listados para o julgamento em 1926 e podem ser encontrados no YIVO Schwarzbard Archive.
Durante esse período, o irmão de Sholom Schwartzbard também foi expulso da França em 1919 por distribuir ativamente propaganda e agitação comunistas.
Em 1920, desiludido com a disposição de seus companheiros de se prostituir e com a revolução por alguns rublos, Sholom voltou para Paris, onde abriu uma loja de conserto de relógios. Lá ele foi ativo no movimento trabalhista francês como anarquista, e em 1925 tornou-se cidadão francês. Ele conhecia ativistas anarquistas proeminentes que emigraram da Rússia e da Ucrânia, incluindo figuras como Volin, Alexander Berkman, Emma Goldman e Nestor Makhno e seu seguidor Peter Arshinov. Em Paris, Schwartzbard também se tornou membro da "União dos cidadãos ucranianos". Ele contribuiu com vários artigos para o diário anarquista de Nova York Freie Arbeiter Stimme, sob o pseudônimo de "Sholem" - seu primeiro nome, mas também hebraico para "paz", fato de que ele se orgulhava como um ávido fã do conde Leo Tolstoi.

## Assassinato de Petliura

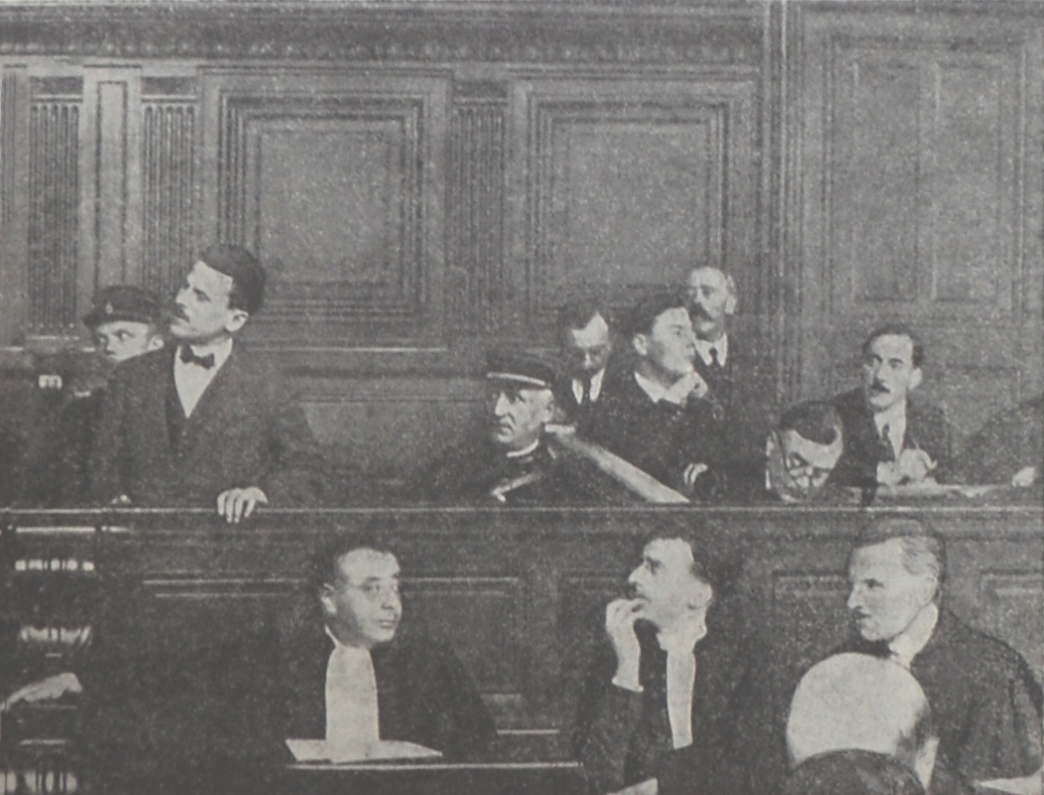
Discurso de Sholom Schwartzbard no tribunal. Abaixo dele, Henri Torres, seu advogado. Outubro de 1928

Symon Petliura, que era chefe da Direção da República Popular da Ucrânia em 1919, havia se mudado para Paris em 1924 e era chefe do governo no exílio da República Popular da Ucrânia. Sholom Schwartzbard, que havia perdido sua família nos pogroms de 1919, responsabilizou Symon Petliura por eles (veja a discussão sobre o papel de Petliura nos pogroms). Segundo sua autobiografia, depois de ouvir as notícias de que Petliura havia se mudado para Paris, Schwartzbard ficou perturbado e começou a planejar o assassinato de Petliura. Uma foto de Petliura com Józef Piłsudski publicada na Enciclopédia Larousse permitiu que Schwartzbard o reconhecesse.
Em 25 de maio de 1926, às 14:12, na livraria Gibert, ele se aproximou de Petliura, que estava andando na Rue Racine, perto do Boulevard Saint-Michel do Quartier Latin, Paris, e perguntou em ucraniano: "Você é o Sr. Petliura?" Petliura não respondeu, mas levantou a bengala. Schwartzbard sacou uma arma atirando nele cinco vezes e, depois que Petliura caiu na calçada, duas vezes mais. Quando a polícia chegou e perguntou se ele havia feito a ação, ele teria dito: "Eu matei um grande assassino". Outras fontes afirmam que ele tentou disparar um oitavo tiro em Petliura, mas sua arma de fogo atolou.

## O julgamento

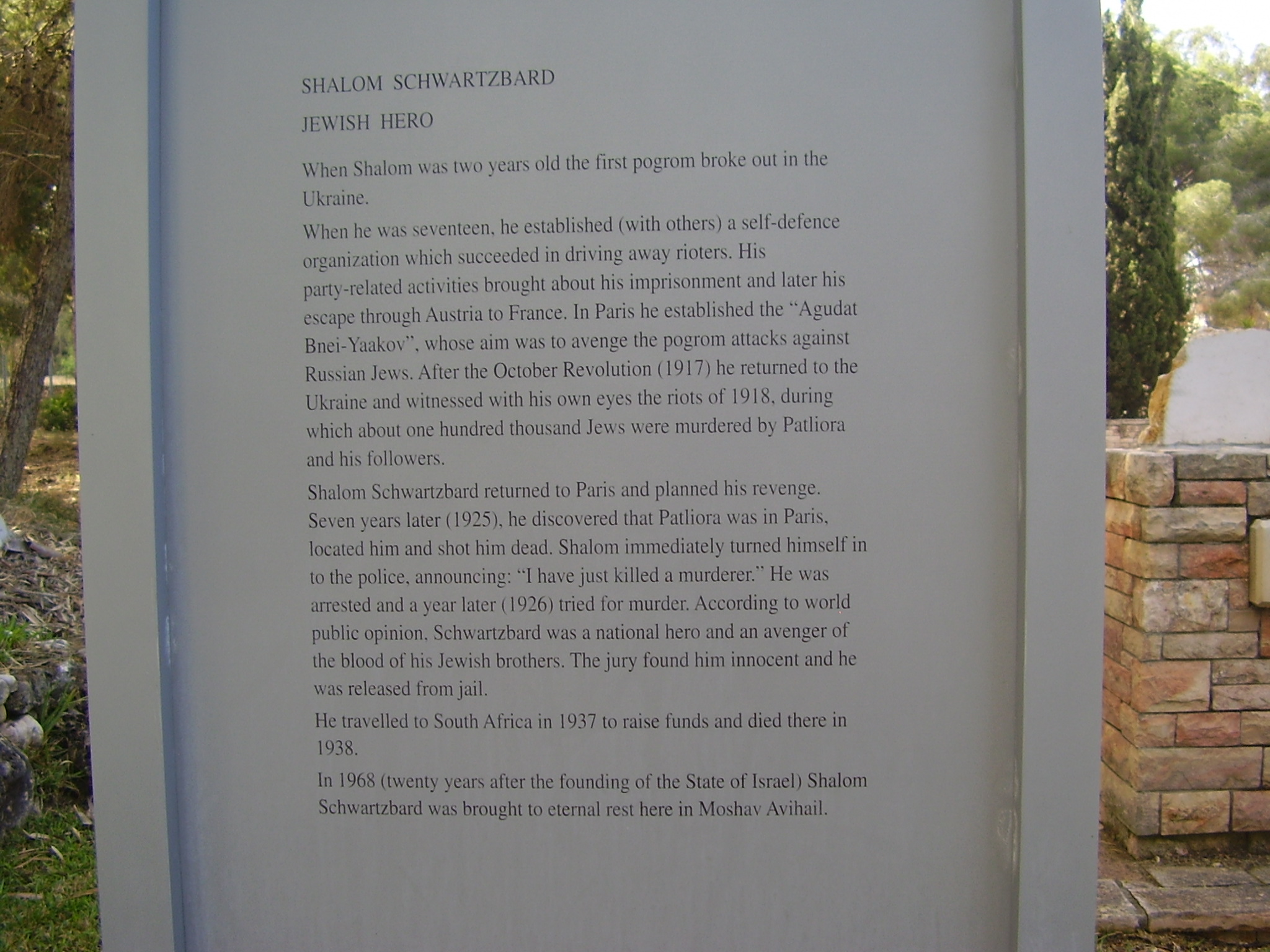
Placa comemorativa perto da placa Shalom Schwarzbard no cemitério Avihayil

Schwartzbard foi preso e levado a julgamento pelo Comitê do Tribunal Público em 18 de outubro de 1927. Sua defesa foi liderada por Henri Torrès, um renomado jurista francês que já havia defendido anarquistas como Buenaventura Durruti e Ernesto Bonomini e que também representou o consulado soviético na França.
O núcleo da defesa de Schwartzbard era tentar mostrar que ele estava vingando as mortes de vítimas de pogroms, enquanto a acusação (criminal e civil) tentou mostrar que (i) Petliura não era responsável pelos pogroms e (ii) Schwartzbard era um agente soviético.
Ambos os lados trouxeram muitas testemunhas, incluindo vários historiadores. Uma testemunha notável da defesa foi Haia Greenberg (29 anos), uma enfermeira local que sobreviveu ao Proskurov pogroms (agora, Khmelnytskyi, Ucrânia) e testemunhou sobre a carnificina. Ela nunca disse que Petliura participou pessoalmente do evento, mas alguns outros soldados que disseram que foram dirigidos por Petliura. Vários ex-oficiais ucranianos testemunharam pela acusação, incluindo um representante da Cruz Vermelha que testemunhou o relatório de Semesenko a Petliura.
Após um julgamento de oito dias, o júri absolveu Schwarztbard.
Segundo o historiador ucrâniano Michael Palij, a GPU agente nomeado Mikhail Volodin chegou a Paris em agosto de 1925 e conheceu Schwartzbard, que começou a perseguir Petliura. Ele havia planejado assassinar Petliura em uma reunião de emigrados ucranianos que marcaram o aniversário de Petliura, mas a tentativa foi frustrada por anarquistas. Nestor Makhno quem também estava na função.

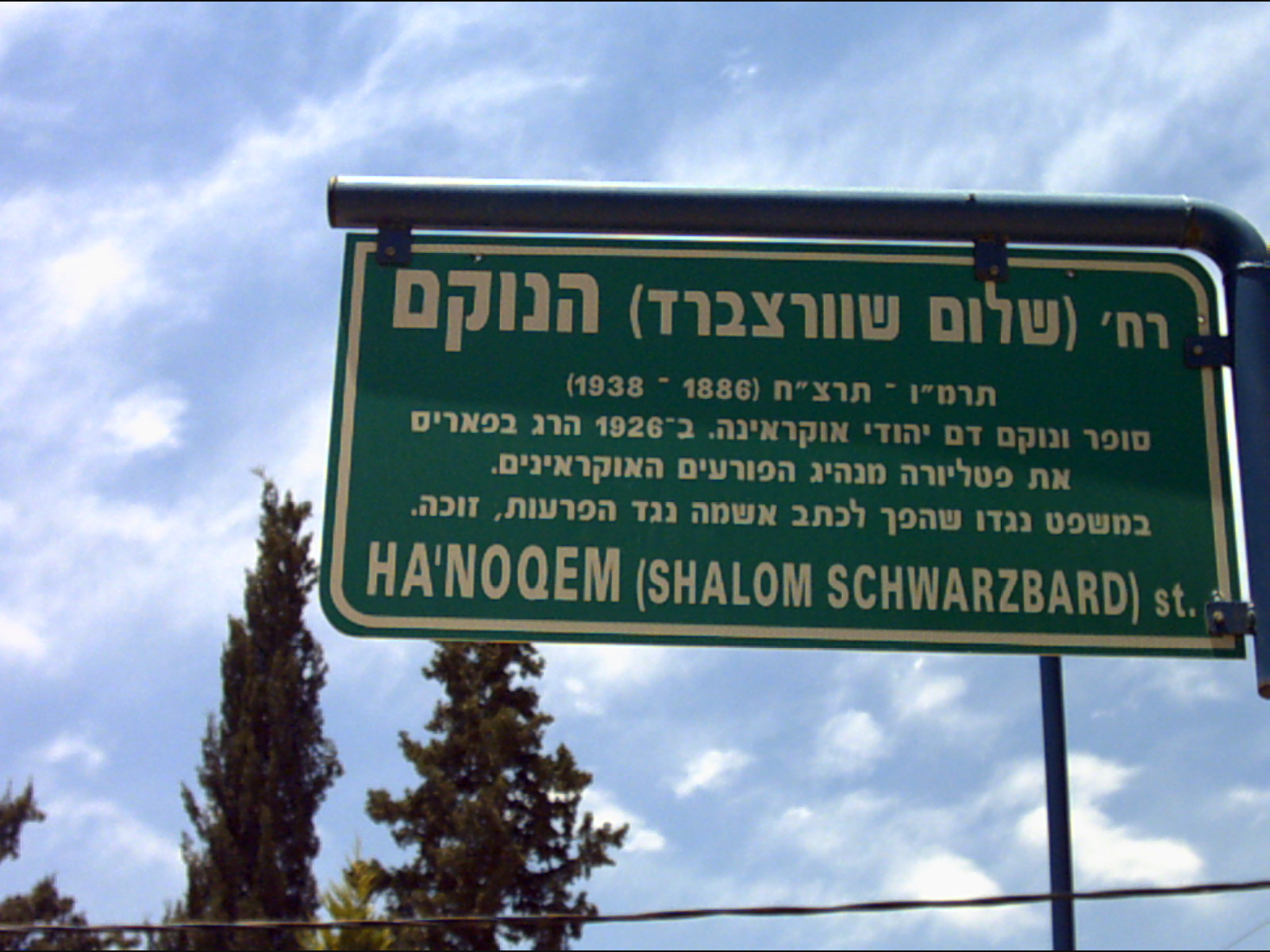
Rua Hanokem (em hebraico: "The Avenger Street"), em Bersebá.

## Após o julgamento
Em 1928, Sholom Schwartzbard decidiu emigrar para a Palestina, que estava sob Mandato Britânico. No entanto, as autoridades britânicas recusaram-lhe um visto. Em 1937, Schwartzbard viajou para África do Sul arrecadar dinheiro para uma língua ídiche Enciclopedia. Ele morreu em Cidade do Cabo em 3 de março de 1938. Em 1967, de acordo com sua vontade, seus restos mortais foram transportados para Israel e enterrado em Moshav, Avihayil.

Várias cidades em Israel têm ruas com seu nome, incluindo Jerusalem e Bersebá.

Schwartzbard era conhecido popularmente como o "nokem" - o vingador - dos judeus ucranianos.